# Rapala albapex
Rapala albapex är en fjärilsart som beskrevs av De Nicéville 1897. Rapala albapex ingår i släktet Rapala och familjen juvelvingar. Inga underarter finns listade.